# Andrea Pacini
Andrea Pacini, detto anche Il Lucchesino (Lucca, 1690 – Lucca, marzo 1764) è stato un cantante, compositore, religioso castrato italiano.

## Biografia
Andrea Pacini nacque a Lucca intorno al 1690 e nulla è noto della sua educazione musicale. Fece il suo esordio sulle scene al Teatro San Cassiano di Venezia l'11 novembre 1708, cantando nell'Astarto di Tomaso Albinoni e negli anni successivi cantò con colleghi celebri quali Domenico Cecchi, Santa Stella e Senesino, esibendosi a Firenze (1709-1710), Roma (1711) e Ferrara (1713).
Nella stagione 1713/1714 cantò al Teatro San Bartolomeo di Napoli nelle opere Posenna di Antonio Lotti e Scipione nelle Spagne di Alessandro Scarlatti accanto a Nicolò Grimaldi. Di ritorno a Venezia tra il 1714 e il 1716, lavorò a stretto contatto con Vivaldi, per cui cantò i ruoli da protagonista nell'Orlando finto pazzo e nel Nerone fatto Cesare.
La stagione del 1720 lo vide impiegato a Milano, Livorno, Genova, Torino, Lucca, Bologna e Firenze, oltre ad inaugurare un decennio come cantante alla corte di Parma. L'impiego a Parma non gli impedì di continuare a cantare a livello nazionale ed internazionale: durante il carnevale di Roma del 1721 cantò al Teatro Capranica insieme al Farfallino, Antonio Bernacchi e Carestini nel Crispo di Giovanni Bononcini e poi come Ottone nella Griselda di Scarlatti. L'anno successivo fu Scipione nell'opera di Leonardo Vinci a Napoli con Faustina Bordoni, con cui cantò nuovamente due anni più tardi a Parma nel Venceslao di Giovanni Maria Capelli.
Il 1724 segnò anche il debutto sulle scene londinesi e l'inizio della collaborazione con Georg Friedrich Händel. Insieme a Senesino e Francesca Cuzzoni fu invitato a unirsi alla Royal Academy of Music in qualità di secundo uomo e esordì nel ruolo eponimo nel Tamerlano. Colpito dal suo timbro contraltino, Händel compose per lui il ruolo di Unulfo nella Rodelinda e poi gli affidò il ruolo di Tolomeo in una nuova edizione del Giulio Cesare, per cui scrisse una nuova aria appositamente per lui. Le parti scritte da Händel per Pacini richiedono buone doti tecniche, ma un'estensione vocale limitata. Durante il suo periodo londinese cantò anche in opere di Attilio Ariosti e nel pasticcio Elpidia, con musiche di Vinci e Orlandini.
Tornato in Italia, Pacini cantò ancora per qualche anno a Lucca, Firenze, Venezia, Genova e Parma, dove nella primavera 1729 cantò con Farinelli nel Lucio Papirio dittatore di Geminiano Giacomelli. L'anno successivo cantò ancora con Farinelli nell'Artaserse di Johann Adolph Hasse nella natia Lucca, mentre il ritiro dalle scene avvenne al termine della stagione 1731/1732 con una rappresentazione dell'Ifigenia in Aulide di Orlandini al Teatro  della Pergola di Firenze.
Al termine della carriera artistica prese i voti e si ritirò in un convento lucchese, dove scrisse qualche messa cantata.